# Крајешти (Њамц)
Крајешти (рум. Crăiești) насеље је у Румунији у округу Њамц у општини Бозиени. Oпштина се налази на надморској висини од 167 m.

## Становништво
Према подацима из 2002. године у насељу је живело 422 становника, од којих су сви румунске националности.